# Eswatinische Fußballnationalmannschaft der Frauen
Die eswatinische Fußballnationalmannschaft der Frauen ist die Frauenfußball-Nationalmannschaft des Königreich Eswatini im südlichen Afrika. Die eswatinische Fußballnationalmannschaft der Frauen spielt unter dem Dach der Eswatini Football Association. Die erste Partie fand 1993 statt.

## Internationale Erfolge

### Fußball-Weltmeisterschaft der Frauen
| 1995 Schweden                  | nicht teilgenommen |
| 1999 Vereinigte Staaten        | nicht qualifiziert |
| 2003 Vereinigte Staaten        | nicht teilgenommen |
| 2007 V.R. China                | nicht teilgenommen |
| 2011 Deutschland               | nicht teilgenommen |
| 2015 Kanada                    | nicht teilgenommen |
| 2019 Frankreich                | nicht qualifiziert |
| 2023 Australien und Neuseeland | nicht qualifiziert |

### Fußball-Afrikameisterschaft der Frauen
| 1995                  | nicht teilgenommen |
| 1998 Nigeria          | nicht qualifiziert |
| 2000 Südafrika        | nicht teilgenommen |
| 2002 Nigeria          | nicht teilgenommen |
| 2004 Südafrika        | nicht teilgenommen |
| 2006 Nigeria          | nicht teilgenommen |
| 2008 Ägypten          | nicht teilgenommen |
| 2010 Südafrika        | nicht teilgenommen |
| 2012 Äquatorialguinea | nicht teilgenommen |
| 2014 Namibia          | nicht teilgenommen |
| 2016 Kamerun          | nicht teilgenommen |
| 2018 Ghana            | nicht qualifiziert |
| 2022 Marokko          | nicht qualifiziert |
| 2024 Marokko          | nicht qualifiziert |

### COSAFA Cup
| 2002 Simbabwe  |                    |
| 2006 Sambia    |                    |
| 2008 Angola    |                    |
| 2011 Simbabwe  | nicht teilgenommen |
| 2017 Simbabwe  | Vorrunde           |
| 2018 Südafrika | Vorrunde           |
| 2019 Südafrika | Vorrunde           |
| 2020 Südafrika | Vorrunde           |
| 2021 Südafrika | Vorrunde           |
| 2022 Südafrika | Vorrunde           |
| 2023 Südafrika | Vorrunde           |